# Cronologia di Messina
Elenco cronologico dei principali fatti riguardanti la città di Messina e le principali vicende storiche che ne hanno influenzato la politica e lo sviluppo.

## VIII secolo a.C.
- 730 a.C. - I calcidesi si impossessano dell'insediamento dei siculi; la città è ribattezzata "Zancle"[1].

## VII secolo a.C.
- 671 a.C. - I sami prendono Zancle[2].

## IV secolo a.C.
- 397 a.C. - L'insediamento è saccheggiato dalle forze cartaginesi nella battaglia di Messina; la città è ribattezzata "Messina"[3].
- 343 a.C. - I cartaginesi vengono estromessi dalle forze di Timoleone[3].

## III secolo a.C.
- 282 a.C. - I mamertini prendono Messina (data approssimativa)[3].
- 241 a.C. - Messina diventa una civitas foederata[3].

## I secolo a.C.
- 35 a.C. - Messina è attaccata dalle forze di Ottaviano[3].

## VI secolo
- 520 - È attivata la diocesi cattolica romana di Messina (data approssimativa)[4].
- 535 - Belisario dell'impero bizantino conquista la Sicilia[5].

## IX secolo
- 843 - Gli arabi conquistano il potere in città[5].

## XI secolo
- 1061 - Il potere passa ai normanni[3].
- 1098 - Inizia la costruzione del Duomo di Messina[3].

## XII secolo
- 1190 - Messina viene saccheggiata dalle forze di Riccardo I d'Inghilterra[3].
- 1194 - Enrico VI, imperatore del Sacro Romano Impero conquista il potere in Sicilia, inizia il dominio svevo[3].

## XIII secolo
- 1232
  - Messina batte monete d'oro[6].
  - Disordini economici[5].
- 1282 - Vespri siciliani: rivolta contro il dominio angioino, inizia il dominio spagnolo[3].
- 1296 - prima edizione della Fiera Internazionale di Messina[7].

## XV secolo
- 1473 - Prima macchina da stampa in funzione[8][9].

## XVI secolo
- 1535:
  - Ingresso a Messina di Carlo V, imperatore del Sacro Romano Impero[10][11].
  - Sfilata trionfale della Vara[11].
- 1545 - Costruzione del Forte Gonzaga[12].
- 1546 - Costruzione del Forte del Santissimo Salvatore[13].
- 1548:
  - Ignazio di Loyola fonda il Collegio dei gesuiti di Messina, primo collegio al mondo di tale ordine[14].
  - Fondazione dell'Università degli Studi di Messina[15].

## XVII secolo
- 1616 - Costruzione del Palazzo del Monte di Pietà[13].
- 1638 - Costruzione dell'Orto Botanico "Pietro Castelli"[16].
- 1674 - Inizia la rivolta di Messina contro il dominio spagnolo[1][17].
- 1686 - Costruzione della Real Cittadella[18].
- 1693 - Terremoto del Val di Noto[2].

## XVIII secolo
- 1713 - Fine del dominio spagnolo[3].
- 1728 - Fondazione dell'Accademia Peloritana dei Pericolanti[19].
- 1743 - Epidemia di peste[3].
- 1757 - Eretta la Statua dell'Immacolata[1].
- 1783 - Terremoto della Calabria meridionale[3].

## XIX secolo
- 1806 - Apertura del Museo regionale[20].
- 1838 - Ferdinando II rifonda l'Università degli Studi di Messina[15].
- 1848 - La città è presa d'assedio durante la rivoluzione siciliana del 1848[3].
- 1854
  - Istituito l'Archivio di Stato di Messina[21].
  - Epidemia di colera[3].
- 1860 - luglio: Garibaldi entra in città[2].
- 1866 - Apertura della stazione ferroviaria ed inaugurazione della tratta Messina-Giardini-Naxos-Taormina[22].
- 1871:
  - Completamento della tratta ferroviaria Messina-Siracusa[22].
  - La popolazione supera i 100.000 abitanti[23].
- 1889 - Apertura della tratta ferroviaria Messina-Palermo e della stazione ferroviaria di Messina marittima[22].
- 1890 - Entrata in funzione del tram Messina-Barcellona Pozzo di Gotto[24].
- 1892 - Entrata in funzione del tram Messina-Giampilieri[24].
- 1896 - Avvio del servizio di traghettamento nello stretto di Messina[25].
- 1900 - Nasce il Messina Football Club[26].

## XX secolo
- 1908 - 28 dicembre: terremoto di Messina[3].
- 1932 - Inaugurazione dello Stadio Giovanni Celeste[27].
- 1935 - Inaugurazione dell'Archivio Storico Comunale[28].
- 1943 - Città bombardata durante l'invasione alleata della Sicilia nel corso della seconda guerra mondiale[29].
- 1952:
  - Inizia la pubblicazione della Gazzetta del Sud[30].
  - Prima edizione della 10 ore di Messina[31].
- 1954 - Costruzione dei piloni per la linea elettrica sullo Stretto di Messina[32].
- 1955 - giugno: Conferenza internazionale sull'integrazione economica europea[33].
- 1959 - Prima edizione del Gran Premio di Messina[31].
- 1979 - Prima edizione del Rally Internazionale di Messina[31].

## XXI secolo
- 2003 - Inaugurazione del nuovo servizio tranviario[24].
- 2004 - Inaugurazione dello Stadio San Filippo[34].
- 2009 - una violenta alluvione colpisce la zona sud della città[35].
- 2010 - Inaugurazione del Palazzo della cultura[36].
- 2013 - Giugno: Renato Accorinti viene eletto sindaco[37].
- 2018 - Giugno: Cateno De Luca viene eletto sindaco[38]
- 2022 - Giugno: Federico Basile viene eletto sindaco[39]